# Journal of the American Chemical Society
 (novembre 2022).
Le Journal of the American Chemical Society (abrégé en J. Am. Chem. Soc., ou JACS) est une revue scientifique à comité de lecture de premier plan, publiée depuis 1879 par l'American Chemical Society. Sa publication est hebdomadaire et elle publie des articles scientifiques dans tous les domaines de la chimie. D'après le Journal Citation Reports, le facteur d'impact de ce journal était de 15,4 en 2020.

## Histoire
Cette revue a absorbé plusieurs journaux au cours de son histoire :
- Journal of Analytical and Applied Chemistry, 1887-1893 (OCLC 1754431) ;
- American Chemical Journal, 1879-1914  (ISSN 0096-4085).

## Bureau éditorial
L'actuel directeur de publication est Erick Carreira de l'ETH Zürich, il a remplacé Peter J. Stang (Université de l'Utah) qui occupait ce poste depuis 2002.

## Index
Le JACS est indexé dans divers bases de données et moteurs de recherche scientifiques :
- Chemical Abstracts Service ;
- Scopus ;
- EBSCO Publishing ;
- Thomson-Gale ;
- ProQuest ;
- British Library ;
- PubMed ;
- Ovid Technologies ;
- Web of Science ;
- SwetsWise.

## Sources
- (en) Cet article est partiellement ou en totalité issu de l’article de Wikipédia en anglais intitulé « Journal of the American Society » (voir la liste des auteurs).